# Gerstentee
Gerstentee (japanisch 麦茶 mugicha, veraltet 麦湯 mugiyu, englisch barley tea) ist ein in Ostasien beliebtes Getränk, das aus gerösteten Gerstenkörnern zubereitet wird. Der Name selbst besteht aus der japanischen Bezeichnung für Weizen bzw. Gerste (jap. 麦, mugi) und dem Wort für Tee (jap. 茶, cha).
Für Gerstentee werden die gerösteten Gerstenkörner mit heißem Wasser aufgebrüht oder kalt für 1–2 Stunden angesetzt. Das Getränk kann heiß oder kalt genossen werden. Es hat eine hellbraune Farbe und ein leicht süßes, herbes Aroma, mit einem deutlichen Gerstengeschmack im Abgang. Besonders im Sommer wird Gerstentee gern mit Eis getrunken.

## Geschichte
Seit der Heian-Zeit zunächst vom japanischen Hofadel genossen, erlangte Gerstentee während der Edo-Zeit unter dem Namen mugiyu („heißes Gerstenwasser“, 麦湯) auch unter der gemeinen Bevölkerung große Beliebtheit. An Reisewegen und in Siedlungen entstanden vielerorts Behelfsbuden, in denen „Gerstenwasserverkäufer“ (mugiyu-uri, 麦湯売) anstelle des zu dieser Zeit noch kostbaren Tees, Gerstentee als eine preiswerte Erfrischung anboten. Gerstentee ist auch heute noch beliebt – insbesondere im Sommer, wenn zur Herstellung frisch geerntete Gerste verwendet werden kann.
Gerstentee verbreitete sich im frühen 20. Jahrhundert auch in Korea und China. Die Schriftzeichen für Gerstentee wurden dabei übernommen, nur die Lesung änderte sich. In Korea heißt das Getränk Boricha (koreanisch 보리차) und wird häufig mit Oksusucha (옥수수차) aus geröstetem Mais kombiniert. In China spricht man vom dàmàichá (chinesisch 大麥茶 / 大麦茶).
Heute bietet der Handel Mugicha-Teebeutel an, die das Aufbrühen und die Dosierung erleichtern.

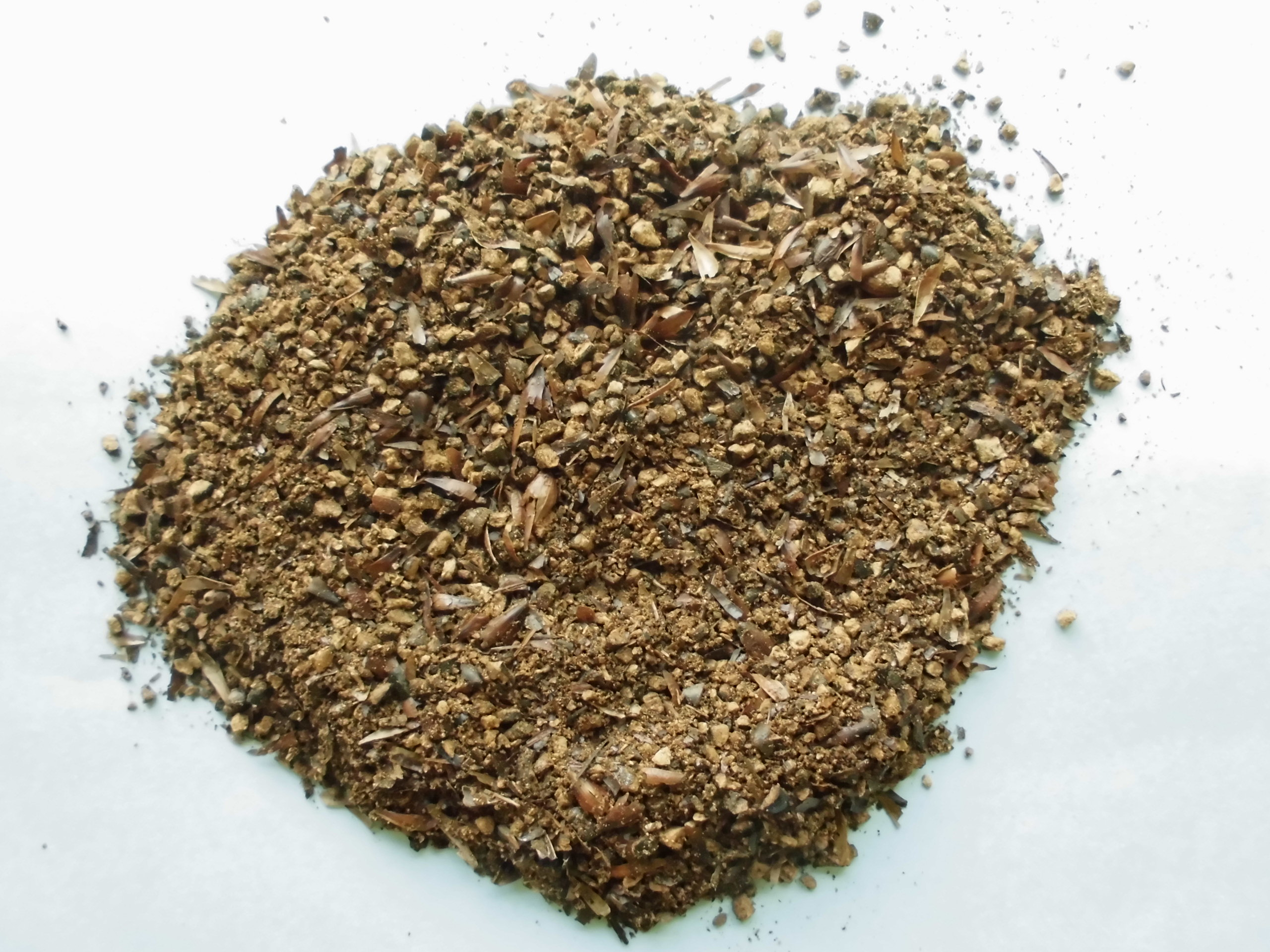
Zerstoßene Gerstenkörner zum Aufbrühen von Mugicha
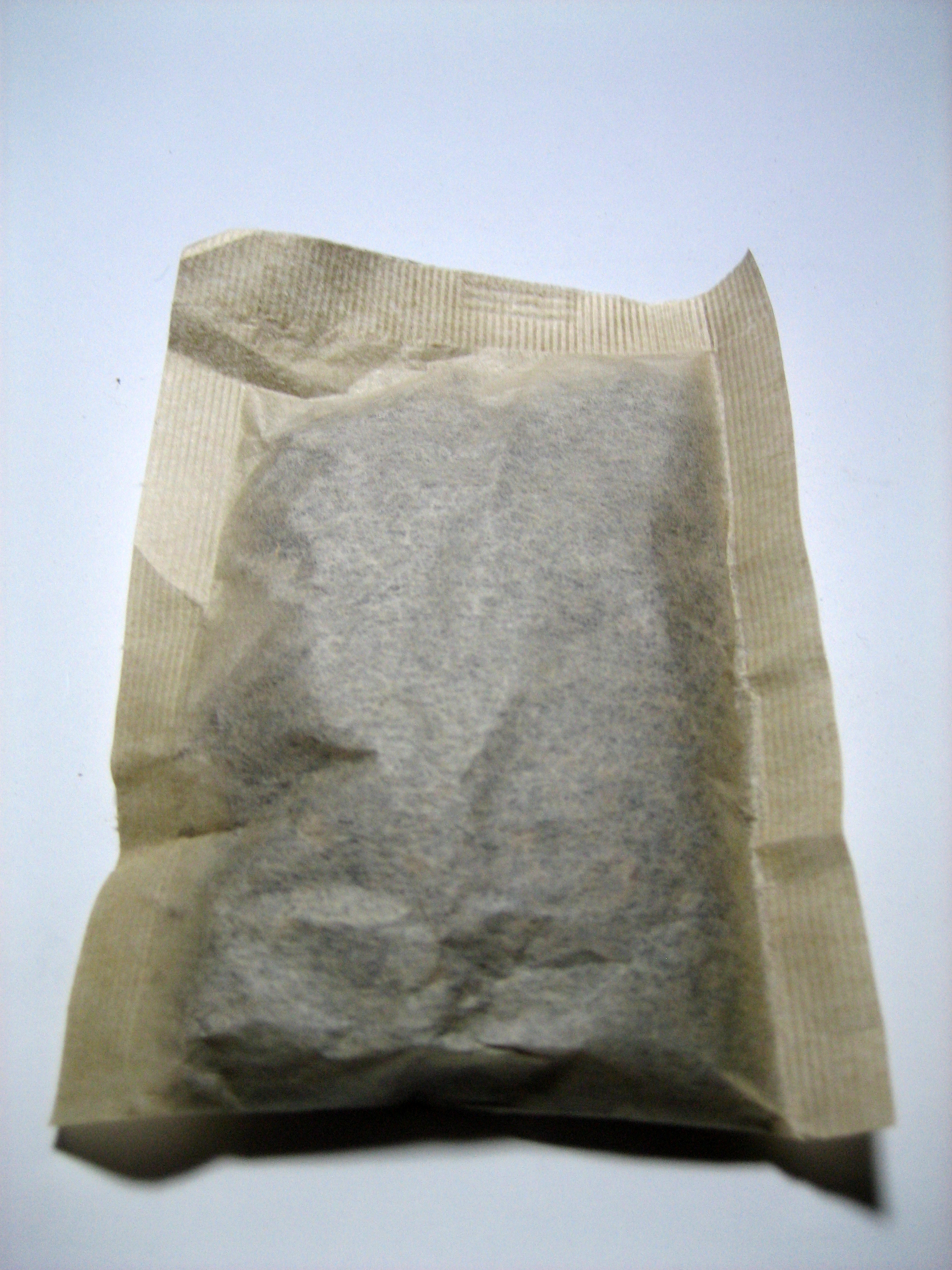
Handelspackung für ca. 1,5 Liter Gerstentee